# Eleutherodactylus intermedius
Eleutherodactylus intermedius är en groddjursart som beskrevs av Barbour och Shreve 1937. Eleutherodactylus intermedius ingår i släktet Eleutherodactylus och familjen Eleutherodactylidae. IUCN kategoriserar arten globalt som starkt hotad. Inga underarter finns listade i Catalogue of Life.